# 费尔南多·阿莫雷别塔
费尔南多·加布里埃尔·阿莫雷别塔·馬達拉斯（西班牙語：Fernando Gabriel Amorebieta Mardaras，1985年3月29日—）是足球運動員，位置為中堅，擁有委內瑞拉和西班牙雙重國籍，曾效力西甲球會，最後效力巴拉圭足球甲級聯賽球會波特诺山丘。
阿莫雷别塔為畢爾包上陣超過200場。他曾入選西班牙青年隊，但最終選擇代表出生地委內瑞拉成年隊。

## 球員生涯
2013年5月22日，富咸以免轉會費從西甲球會簽入已經效力八年之阿武列比達，合約為期四年至2017年夏季。
2015年3月25日，英冠球會米德尔斯堡從富勒姆借用阿武列比達直至球季結束。

## 外部連結
- 畢爾包體育會檔案
- BDFutbol檔案 （页面存档备份，存于）
- 费尔南多·阿莫雷别塔 – FIFA國際賽競賽紀錄 (存檔)
- Transfermarkt檔案 （页面存档备份，存于）